# SPAD S.XIV
SPAD XIV là một loại thủy phi cơ tiêm kích hai tầng cánh của Pháp, do hãng Société Pour L'Aviation et ses Dérivés (SPAD) chế tạo, trang bị cho Hải quân Pháp trong Chiến tranh thế giới I.

## Quốc gia sử dụng
Pháp
- Aeronavale

## Tính năng kỹ chiến thuật
Dữ liệu lấy từ aviafrance.com
Đặc điểm tổng quát
- Kíp lái: 1
- Chiều dài: 7.40 m (24 ft 3 in)
- Sải cánh: 9.80 m (32 ft 1.75 in)
- Chiều cao: 4.00 m (13 ft 5.5 in)
- Diện tích cánh: 26.20 m2 ( ft2)
- Trọng lượng rỗng: 770 kg (1.697 lb)
- Trọng lượng có tải: 1.060 kg (2.336 lb)
- Powerplant: 1 × Hispano-Suiza 8 Bc, 149 kW (200 hp)

Hiệu suất bay
- Vận tốc cực đại: 205 km/h (127,3 mph)
- Tầm bay: 249,4 km (155 dặm)
- Trần bay: 4998,7 m (16.400 ft)

Vũ khí trang bị
- 1 x súng máy Vickers 7,7 mm
- 1 x pháo 37 mm